# 加納足球協會
加納足球協會是專門管轄加納足球事務的組織。加納足球協會成立於1957年，並在翌年加入國際足協。此外，它還是非洲足協和西非洲足球聯會的成員之一。

## 外部連結
- 官方网站
- 國際足協網頁（页面存档备份，存于）
- 非洲足協網頁（页面存档备份，存于）